# Stará Lesná
Stará Lesná (maďarsky Felsőerdőfalva, německy Altwalddorf) je obec na Slovensku, v Prešovském kraji, pod Tatrami. Žije zde 959 obyvatel. První historická zmínka o obci pochází z roku 1294. Mezi hlavní památky patří římskokatolický kostel sv. Petra a Pavla. Původně raně gotická budova se v 18. století dočkala barokní přestavby. V obci je také evangelický kostel postavený v roce 1822.

## Galerie

Stará Lesná
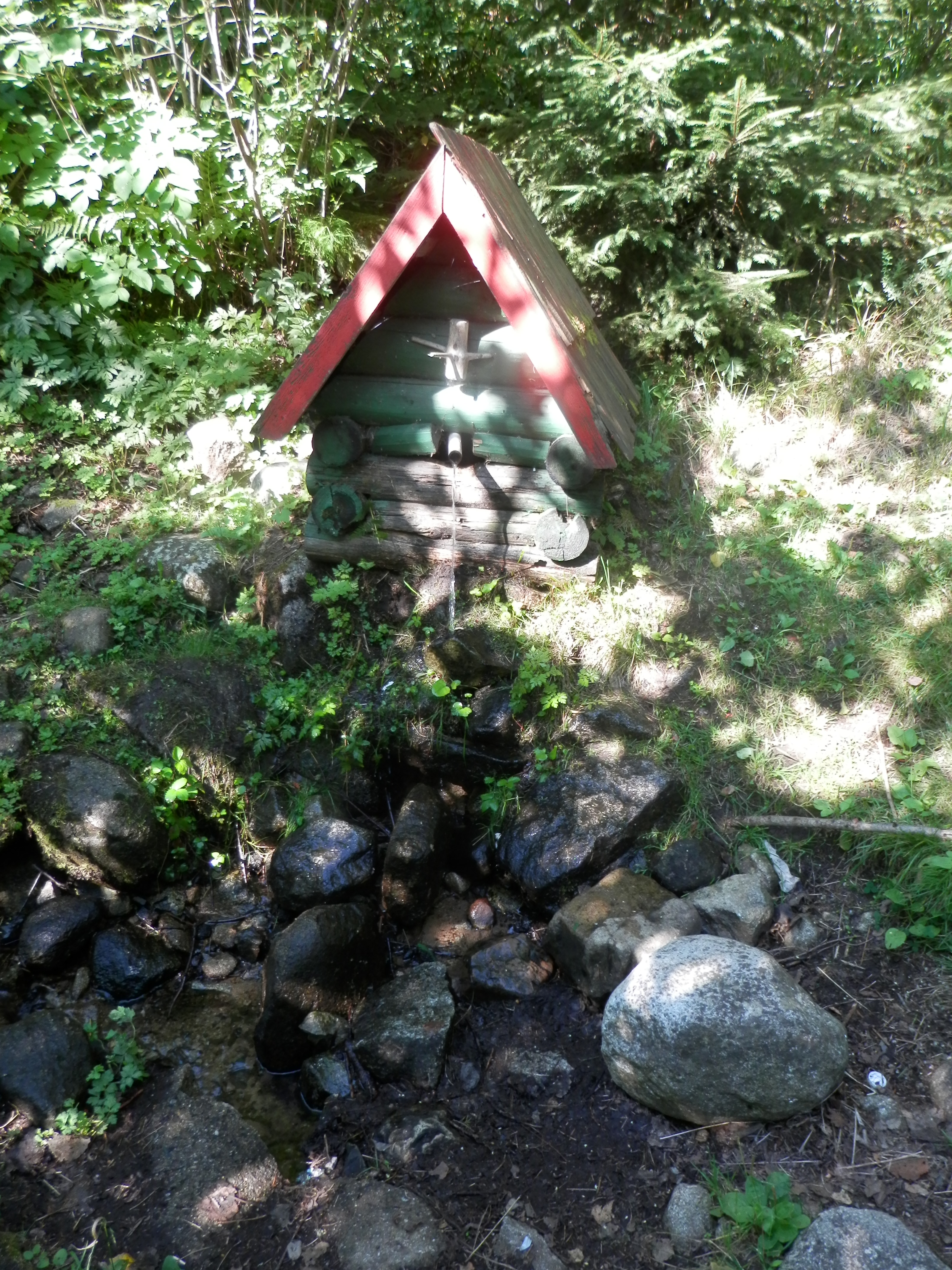
Studánka u cesty
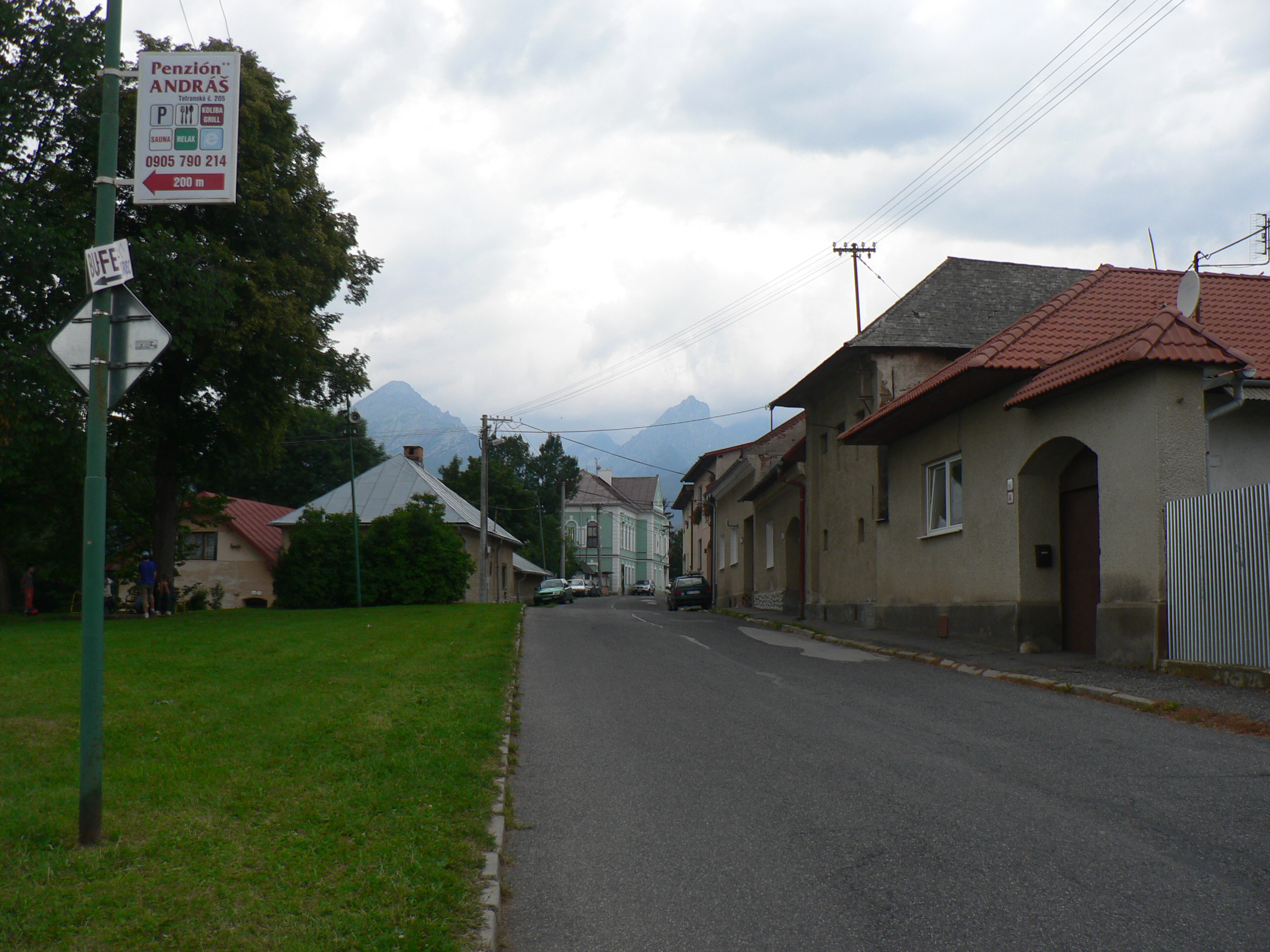
Hlavní ulice
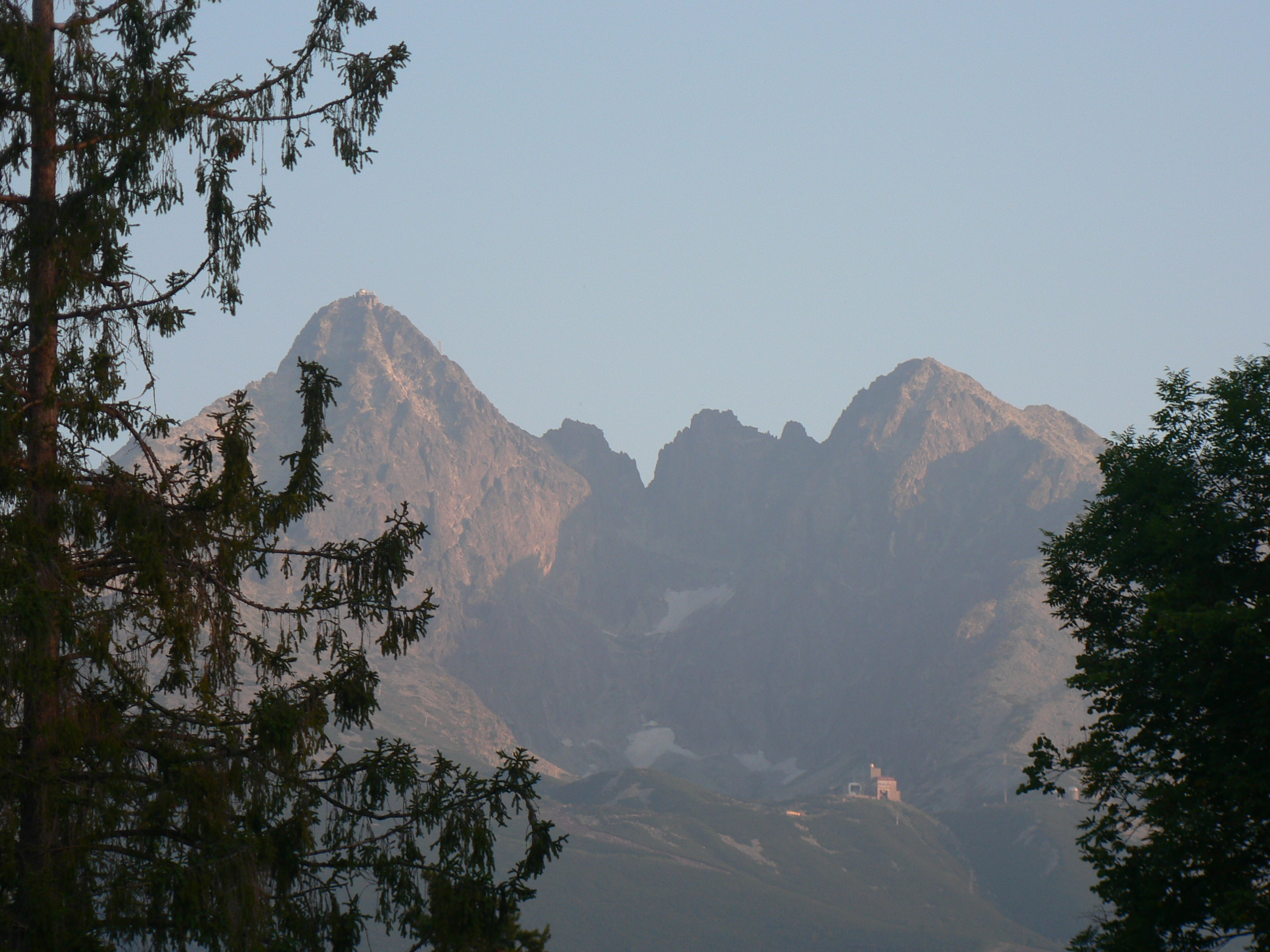
Pohled na hory